# ツァラトゥストラはこう語った (交響詩)
『ツァラトゥストラはこう語った』（ドイツ語: Also sprach Zarathustra）作品30は、リヒャルト・シュトラウスが1896年に作曲した交響詩。『ツァラトゥストラはかく語りき』とも訳される。

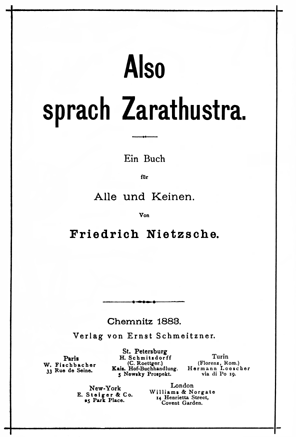
原作（第1部）の表紙

フリードリヒ・ニーチェの同名の著作にインスピレーションを得て作曲されたが、原作の思想を具体的に表現したというより、原作のいくつかの部分を選び、それらを描写的に表現したものである。

## 初演
1896年11月27日、フランクフルトで、作曲者指揮の第4回ムゼウム協会コンサートにて初演された。
初演時から賛否両論に分かれ、評論家エドゥアルト・ハンスリックや作曲家フーゴー・ヴォルフは非難し、作家ロマン・ロランや指揮者アルトゥル・ニキシュは好意的であった。
日本初演は1934年10月30日、奏楽堂にてクラウス・プリングスハイム指揮、東京音楽学校の管弦楽団によって行われた。この時、『アルプス交響曲』も日本で初めて演奏されている。

## 楽曲の構成
全体は9部からなり、切れ目なしに演奏される。基本的には自由な形式をとるが、主題の対立や展開、再現などの図式を含むことからソナタ形式の名残を見ることもできる。演奏時間は約33分である。
Einleitung（導入部）
"Sonnenaufgang"（日の出）とも。C音の保持音の上に、トランペットによって “自然の動機” が奏される。後述の通りの非常に有名な場面である。
Von den Hinterweltlern（世界の背後を説く者について）
「自然」を象徴する導入部のハ長調に対し、「人間」を象徴するロ長調に転じ、低弦のピッツィカートに上行分散和音を基本とした “憧憬の動機” が提示される。ホルンによってグレゴリオ聖歌「クレド」の断片が提示され、キリスト教者が暗示されると、ハ長調とロ長調のどちらからも遠い変イ長調によって、20以上の声部に分かれた弦楽を中心に陶酔的なコラールが奏される。
Von der großen Sehnsucht（大いなる憧れについて）
既出の動機や聖歌「マニフィカト」の断片が並列される短い経過句に続き、「世界の背後を説く者」のコラールと、“憧憬の動機” から派生した低弦の激しい動機が拮抗しながら高まっていく。
Von den Freuden und Leidenschaften（喜びと情熱について）
2つの新しい動機、比較的狭い音域を動くものと十度音程の跳躍を含むものが提示され、活発に展開されていく。展開の頂点においてトロンボーンに減五度音程が印象的な “懈怠の動機” が提示されると、徐々に音楽は静まっていく。
Das Grablied（墓場の歌）
「喜びと情熱について」と共通の動機を扱うが、そちらとは異なりしめやかな雰囲気を持つ。弦楽パートの各首席奏者がソロで扱われる書法が試みられている。
Von der Wissenschaft（学問について）
“自然の動機” をもとにした12音全てを含む主題による、低音でうごめくようなフーガ。それが次第に盛り上がると、高音を中心とした響きになり “舞踏の動機” が提示される。“自然の動機” と “懈怠の動機” による経過句が高まり、次の部分に移行する。
Der Genesende（病より癒え行く者）
「学問について」と共通の主題によるフーガがエネルギッシュに展開される。徐々に “懈怠の動機” が支配的になると、“自然の動機” が総奏で屹立し、ゲネラルパウゼとなる。
“懈怠の動機” “憧憬の動機” による経過句を経て、トランペットによる哄笑や、小クラリネットによる “懈怠の動機” などが交錯する諧謔的な部分に入る。“舞踏の動機” や “憧憬の動機” を中心にクライマックスが形成されると、フルート・クラリネットによる鈴の音が残り、次の部分に移行する。
Das Tanzlied（舞踏の歌）
全曲の約3分の1を占める部分であり、ワルツのリズムを基調に、全曲における再現部の役割も果たす。独奏ヴァイオリンが非常に活躍する場面でもある。弦楽（ここでも執拗に分割される）を中心にしたワルツに始まり、“自然の動機”、「世界の背後を説く者」のコラール、“舞踏の動機”、「喜びと情熱について」の諸動機が次々と再現される。その後は、既出の動機が複雑に交錯する展開部となり、壮麗なクライマックスを築く。
Nachtwandlerlied（夜の流離い人の歌）
真夜中（12時）を告げる鐘が鳴り響くなか、「舞踏の歌」のクライマックスが “懈怠の動機” を中心に解体されていく。音楽がロ長調に落ち着くと、「大いなる憧れについて」や「学問について」で提示された旋律が極めて遅いテンポで再現される。終結では、高音のロ長調の和音（「人間」）と低音のハ音（「自然」）が対置され、両者が決して交わらないことを象徴する。

## 編成
オルガンを含む4管編成。100名必要。弦パートは細かく分割され、プルト毎に分かれている箇所が多いのが特徴。
| 木管   | 木管                 | 金管      | 金管      | 打        | 打                                         | 弦        | 弦        |
| ------ | -------------------- | --------- | --------- | --------- | ------------------------------------------ | --------- | --------- |
| Fl.    | 3 (kl.Fl.1), kl.Fl.1 | Hr.       | 6         | Timp.     | ●                                          | Vn.1      | 16        |
| Ob.    | 3, e-H.1             | Trp.      | 4         | 他        | gr.Tr., Beck., Tgl., Glsp., Glck.（低E音） | Vn.2      | 16        |
| Cl.    | 2, Es-Kl.1, Bkl.     | Trb.      | 3         | 他        | gr.Tr., Beck., Tgl., Glsp., Glck.（低E音） | Va.       | 12        |
| Fg.    | 3, Kfg.1             | Tub.      | 2         | 他        | gr.Tr., Beck., Tgl., Glsp., Glck.（低E音） | Vc.       | 12        |
| 他     |                      | 他        |           | 他        | gr.Tr., Beck., Tgl., Glsp., Glck.（低E音） | Cb.       | 8         |
| その他 | その他               | Org., Hf. | Org., Hf. | Org., Hf. | Org., Hf.                                  | Org., Hf. | Org., Hf. |

## 冒頭部分について
冒頭部のオルガンの低音は、LPレコード時代には録音技術者泣かせとして知られる一方、優秀録音盤がしばしばオーディオ機器のデモンストレーションに用いられた。

### 2001年宇宙の旅
映画『2001年宇宙の旅』で、月・地球・太陽が直列するメインタイトルと、ヒトザルが骨を武器にすることに目覚める場面で第1部「導入部」が使われていることは非常によく知られている（そのあと、他の群れのボスザルを骨で殴って殺す場面へとつながる）。冒頭シーンを模倣し、日食などの天体現象を図案化したデザインがレコード・CDジャケットで多用されるほど、この映画が楽曲に与えた影響は強い。使用された演奏は、ヘルベルト・フォン・カラヤン指揮ウィーン・フィルハーモニー管弦楽団によるデッカ盤だった。ウィーン・フィルとの共演を望み、デッカの録音技術に惚れ込んでいたというカラヤンが、それまで専属だったEMIと並行する形で契約した最初の録音である（ウィーン・フィルがデッカ専属だったため。また同時期にドイツ・グラモフォンとの録音も本格的に開始している）。映画で使用された冒頭部最後のパイプオルガンの和音は、録音会場となったウィーンのゾフィエンザールにオルガンが無かったため、郊外の小さな教会で収録しミキシングされた。キューブリック監督からの使用申請に対し、デッカの経営陣が指揮者・演奏団体を表記しないことを条件にしたため、映画が成功すると競合他社も争うようにこの曲のレコードを発売し、デッカは大変な損失を被った。カラヤンもデッカと製作会社MGMの告訴を検討したほどであった。最初に発売されたサウンドトラック盤にも、映画とはまったく違うカール・ベーム指揮ベルリン・フィルハーモニー管弦楽団の録音が収録されていた（そのため、この演奏が映画でも用いられているという誤情報も一部流布した）が、最新のサウンドトラックCD (EMI、のちSONY) にはカラヤン指揮のデッカ録音があらためて収録されている（ただし、ジャケットには、英文表記ではVienna Philharmonicとなっているのに、日本語表記では「ベルリン・フィル」と誤記されているので、要注意）。
上記場面のパロディとして作られた『メル・ブルックス/珍説世界史PARTI』の該当シーンや、『バービー』の冒頭にも使われている。

### その他の使用例
日本では『2001年宇宙の旅』公開より遥か前の1943年、日本ニュース第179号において大東亜会議開幕のシーンでこの曲を使用していた。日本ニュースではこの曲を使っている場面がいくつか見られる。原爆投下後の広島と長崎を撮影し、1946年に完成したドキュメンタリー『広島・長崎における原子爆弾の影響 (Effect of Atomic Bomb on Hiroshima and Nagasaki) 』（日本映画社）の冒頭シーンでも使用された。
この部分は、プロレス界ではリック・フレアーのテーマ曲として世界的に知られている（日本ではボブ・サップのテーマ曲）。リック・フレアーの娘であるシャーロット・フレアーのテーマ曲にもアレンジした形で使われている。
ポピュラー音楽では、1970年代のエルヴィス・プレスリーの公演のオープニングにしばしば使用されており、日本でも寺内タケシとブルージーンズがステージのオープニングに時折使用した他、1985年に嘉門達夫がリリースした『アホが見るブタのケツ』の冒頭部にも使用されている。「ビバ・エルビス」では本曲に「ザッツ・オーライト」などの掛け声や笑い声、ウッド・ベースや様々な曲のドラムをミックスし、ファンの掛け声や喚声、ラジオDJの言葉やエルビスを紹介するエド・サリヴァンらの声をサプリングしてオープニングに使用している。
1972年、ブラジル出身のジャズ・キーボード奏者 / アレンジャー、デオダートのアレンジによるクロスオーバー作品も、ポップスとしてヒットした。同様のアレンジは他にパーシー・フェイスやディープ・パープルも行っている。
高校野球の応援歌としてもPL学園高校が使用している。
FIA 世界耐久選手権のレーススタート時に流される。